# エル・オペーニョ文化

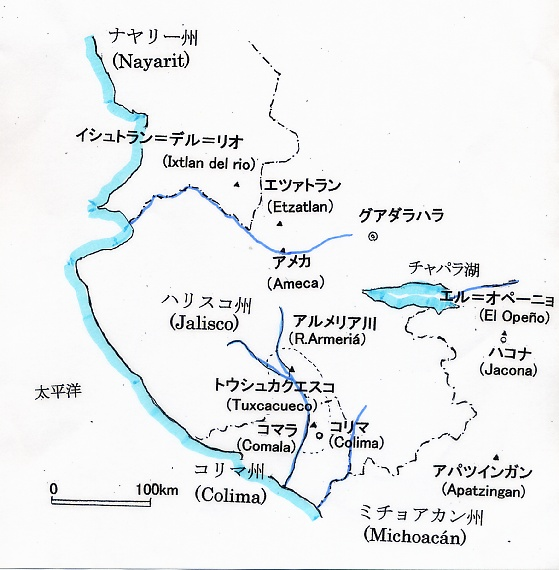
メキシコ西部地域の遺跡分布図。▲が遺跡。○及び◎が現在の都市。点線は、カパチャ土器複合のオリジナルな範囲。

エル・オペーニョ文化（El Opeño）とは、メキシコ西部に先古典期前期末頃、紀元前1500～同1300年前後に栄えた文化で同名の集落遺跡が命名の由来である。

## 概要
エル・オペーニョ文化は、コリマ州からハリスコ州南端部のアルメリア川流域のカパチャ（Capacha）やメキシコ中央高原のトラティルコともつながりがあったと考えられている。また、土器のタイプや独特な竪坑墓(shaft tomb)などの類似点が見られるため、エル=オペーニョとカパチャの人々は当時のエクアドルとの文化的な接触があったのではと考える研究者もいる。エル=オペーニョ文化の墓と葬送儀礼に用いられた副葬品は、いわゆるカパチャ相（Capacha Phase）ないしカパチャ土器複合(-Ceramic Complex)に属する時期、紀元前1500年～同1300年前後のもので、場所は特定されていないもののエル・オペーニョの人々が住んだ場所からそれほど遠くない場所で起こった火山活動の年代に一致しており、竪坑墓もその時期に噴出した火山灰を用いて埋められていた。後述するようにエル=オペーニョ文化の竪坑墓については、年代に関する論争があったが、現在はメキシコ西部の典型的な墓の形態である竪坑墓のもっとも初期の形態と位置づけられている。

## 研究略史と年代に関する論争
エル・オペーニョ文化の墓は、1938年にE.ノゲーラ（Nogera）によってエル・オペーニョで3基の竪坑墓が調査されて以来、1970年までに9基の墓が発見され、さらに1991年に3基発見されている。当初、盗掘者に荒らされていて、考古学者による良好な調査が十分に行われてこなかった事情もあって、1960年代には、土偶や石偶の形状からオルメカやメキシコ中央高原の影響がみられるから先古典期中期であると主張する研究者、ロバート・チャドウィック（Robert Chadwick）のようにネガティブ技法の土器や首級ないし頭蓋骨のみの埋葬であるいわゆるskull burialは、オアハカ地方のモンテ・アルバンⅡ期、そしてグアナファト州南端のチュピクアロ後期、メキシコ中央高原ではテオティワカンⅡ期並行であり、先古典期後期から原古典期のものであると主張する研究者もいて混沌としていた。
しかし、1970年、コリマ地方で長らく考古学調査を行ってきたイサベル・ケリー（Isabel Kelly）は、アルメリア川流域を中心として特徴的な土器のアッセンブリッジが見られることを発見し、これをカパチャ相と名づけた。カパチャ相の墓の放射性炭素年代測定を行うと紀元前1450年という結果が得られた。一方、Anturo Oliverosによって調査され、1974年に報告された2基の墓からは、後述するように16体の土偶とメキシコ中央高原のトラティルコのものによく似た土器とカパチャ相のものによく似た土器が発見され、放射性炭素年代測定を行うと紀元前1500年という結果が得られ年代についてはほぼ決着がついた。

## 竪坑墓の形状と出土遺物

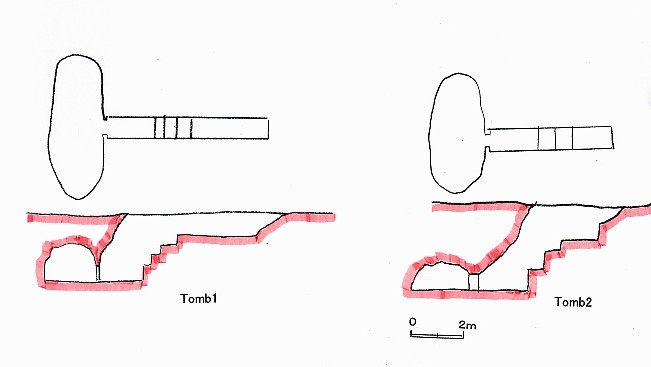

エル・オペーニョ文化の竪坑墓は、地下の固い地盤を3メートルほど掘り下げてくりぬき、玄室に至る幅0.75メートル前後の羨道（せんどう）には階段が設けられている。階段を下りると1～2メートルほど平坦になり天井がドーム状になっている玄室に至る。これらの竪坑墓は、家族の霊廟の意味を持つ集合埋葬の行われた墓であったと思われる。
被葬者の頭蓋骨には頭蓋変形がほどこされたものや脳外科手術を思わせるような開頭術ないし頭蓋穿孔痕がみられるものがある。頭蓋骨穿孔手術を行った後も被葬者が一定期間生きていたようである。墓の中からは独特の衣装や姿勢から球戯者とそのチームメートを表現しているような土偶が「供物」としてささげられているのが発見された。土偶はすね当てをつけてボールをたたくためのバットないし棍棒と思われるものを持っていた。球戯場は、 ハリスコ州で発見された紀元前6世紀のものが今のところ最古の遺構であることから存在しなかったと思われる。エル・オペーニョ文化の他の墓で発見された「供物」は、粘土製、貝製、黒曜石、ひすいや他の緑色岩を材料とする遺物である。長さ43センチメートルのスレート製の球戯に用いるであろう棒や球戯者が手を守るためにつけた小さな石製の「くびき」（yoke）、亀の甲羅の形をして一種の「サスペンダー」を通す穴を持つ玄武岩製の小さな「胸当て」も発見された。
エル・オペーニョから発見された土器は単純な形の半球形の鉢すなわちボウル（bowl）とollasと呼ばれる小さな壺である。土器には刻線やキザキザ文様がつけられ粘土の隆帯のような装飾もつけられ、トラティルコの土器とよく似ている。そのことからエル・オペーニョとトラティルコはほぼ同時期であったろうと推定される。壺にはいわゆるネガティブ技法、すなわち、土器の表面にろうを塗ったり粘土紐を貼り付けた後、顔料をつけることによってあぶり出しのように文様を浮かび上がらせる技法によって文様がつけられた。これは後のタラスカ王国の土器の先駆をなす最古のものである。このような遺物の組み合わせが見られるのは、ミチョアカン州の海岸沿い、ハリスコ州のトマトラン（Tomatlan）川流域、同じくエツアトラン-テウチトラン（Etzatlan-Teuchitlan）地方である。